# Liste der Sozialminister des Saarlandes
Dieser Artikel enthält eine Liste der Sozialminister des Saarlandes.

## Sozialminister Saarland (seit 1947)
| Name                                                         | Amtsantritt                                          | Kabinett                                        | Partei                            |
| Minister für Arbeit und Wohlfahrt                            | Minister für Arbeit und Wohlfahrt                    | Minister für Arbeit und Wohlfahrt               | Minister für Arbeit und Wohlfahrt |
| ------------------------------------------------------------ | ---------------------------------------------------- | ----------------------------------------------- | --------------------------------- |
| Richard Kirn                                                 | 20. Dezember 1947                                    | Hoffmann I                                      | SPS                               |
| Johannes Hoffmann                                            | 14. April 1951                                       | Hoffmann II                                     | CVP                               |
| Richard Kirn                                                 | 23. Dezember 1952                                    | Hoffmann III                                    | SPS                               |
| Johann Klein                                                 | 17. Juli 1954                                        | Hoffmann IV                                     | CVP                               |
| Heinrich Welsch                                              | 29. Oktober 1955                                     | Welsch                                          | parteilos                         |
| Kurt Conrad                                                  | 10. Januar 1956 4. Juni 1957                         | Ney Reinert I                                   | SPD                               |
| Minister für Arbeit und Sozialwesen                          |                                                      |                                                 |                                   |
| Kurt Conrad                                                  | 1. April 1958                                        | Reinert I                                       | SPD                               |
| Hermann Trittelvitz                                          | 14. Februar 1958 26. Februar 1959 30. April 1959     | Reinert I Reinert II Röder I                    | SPD                               |
| Paul Simonis                                                 | 17. Januar 1961 19. Juli 1965                        | Röder II Röder III                              | FDP                               |
| Minister für Arbeit, Sozialordnung und Gesundheitswesen      |                                                      |                                                 |                                   |
| Rainer Wicklmayr                                             | 13. Juli 1970                                        | Röder IV                                        | CDU                               |
| Minister für Familie, Gesundheit und Sozialordnung           |                                                      |                                                 |                                   |
| Rita Waschbüsch                                              | 23. Januar 1974                                      | Röder V                                         | CDU                               |
| Minister für Arbeit, Gesundheit und Sozialordnung            |                                                      |                                                 |                                   |
| Rosemarie Scheurlen                                          | 1. März 1977 5. Juli 1979 23. Mai 1980 10. Juli 1984 | Röder VI Zeyer I Zeyer II Zeyer III             | FDP                               |
| Brunhilde Peter                                              | 9. April 1985                                        | Lafontaine I                                    | SPD                               |
| Minister für Gesundheit und Soziales                         |                                                      |                                                 |                                   |
| Christiane Krajewski                                         | 21. Februar 1990                                     | Lafontaine II                                   | SPD                               |
| Minister für Frauen, Arbeit, Gesundheit und Soziales         |                                                      |                                                 |                                   |
| Christiane Krajewski                                         | 18. Februar 1991                                     | Lafontaine II                                   | SPD                               |
| Marianne Granz                                               | 23. November 1994                                    | Lafontaine III                                  | SPD                               |
| Barbara Wackernagel-Jacobs                                   | 18. September 1996 9. November 1998                  | Lafontaine III Klimmt                           | SPD                               |
| Regina Görner                                                | 29. September 1999                                   | Müller I                                        | CDU                               |
| Minister für Justiz, Gesundheit und Soziales                 |                                                      |                                                 |                                   |
| Josef Hecken                                                 | 6. Oktober 2004                                      | Müller II                                       | CDU                               |
| Minister für Justiz, Gesundheit, Arbeit und Soziales         |                                                      |                                                 |                                   |
| Josef Hecken                                                 | 3. September 2007                                    | Müller II                                       | CDU                               |
| Gerhard Vigener                                              | 14. Mai 2008                                         | Müller II                                       | CDU                               |
| Minister für Arbeit, Familie, Soziales, Prävention und Sport |                                                      |                                                 |                                   |
| Annegret Kramp-Karrenbauer                                   | 10. November 2009                                    | Müller III                                      | CDU                               |
| Monika Bachmann                                              | 24. August 2011                                      | Kramp-Karrenbauer I                             | CDU                               |
| Minister für Soziales, Gesundheit, Frauen und Familie        |                                                      |                                                 |                                   |
| Andreas Storm                                                | 9. Mai 2012                                          | Kramp-Karrenbauer II                            | SPD                               |
| Monika Bachmann                                              | 12. November 2014 17. Mai 2017 1. März 2018          | Kramp-Karrenbauer II Kramp-Karrenbauer III Hans | SPD                               |
| Minister für Arbeit, Soziales, Frauen und Gesundheit         |                                                      |                                                 |                                   |
| Magnus Jung                                                  | 26. April 2022                                       | Rehlinger                                       | SPD                               |